# Commission scolaire Eastern Townships
La Commission scolaire Eastern Townships (en anglais : Eastern Townships School Board) est une commission scolaire québécoise, de régime linguistique anglais, desservant les régions administratives de l'Estrie, du Centre-du-Québec et de la Montérégie, au Canada. Elle offre des services éducatifs de niveau primaire, secondaire et professionnel.

## Territoire
La commission scolaire dessert l'entièreté de la région de l'Estrie (ou Cantons-de-l'Est), d'où elle tire par ailleurs son nom, les municipalités régionales de comté (MRC) centricoises d'Arthabaska et de Drummond ainsi que la MRC d'Acton et les municipalités d'Ange-Gardien, d'Henryville, de Noyan, de Saint-Césaire, Sainte-Brigide-d'Iberville, Saint-Georges-de-Clarenceville, Saint-Sébastien, de Saint-Paul-d'Abbotsford et de Venise-en-Québec, toutes situées dans la région de la Montérégie. 

## Établissements

### Écoles primaires
Voici la liste des écoles primaires de la commission scolaire :
- École primaire Asbestos-Danville-Shipton
- École primaire d'Ayer’s Cliff
- École primaire Butler
- École primaire Cookshire
- École primaire de Drummondville
- École primaire de Farnham
- École primaire Heroes’ Memorial
- École primaire Knowlton Academy
- École primaire de Lennoxville
- École primaire de Mansonville
- École primaire de North Hatley
- École primaire Parkview
- École primaire Pope Memorial
- École primaire Princess Elizabeth
- École primaire St-Francis
- École primaire de Sawyerville
- École primaire de Sherbrooke
- École primaire de Sunnyside
- École de Sutton
- École primaire de Waterloo

### Écoles secondaires
Voici la liste des écoles secondaires de la commission scolaire :
- École secondaire régionale Alexander Galt
- École secondaire Massey-Vanier
- École secondaire régionale de Richmond

### Centres de formation professionnelle
Voici la liste des centres de formation professionnelle de la commission scolaire :
- Centre de formation professionnelle Brome-Missisquoi
- Centre de formation professionnelle Lennoxville

### Centres d'éducation aux adultes
Voici la liste des centres d'éducation aux adultes de la commission scolaire :
- Centre Brome-Missisquoi
- Centre New Horizons